# Архітектура Стародавньої Греції
Архітектура Стародавньої Греції — це архітектура грекомовних людей (еллінських людей), культура яких процвітала на материковій частині Греції, на Пелопоннесі, на Егейських островах, а також в колоніях Анатолії та Італії протягом періоду від IX ст. до н. е. до X ст. н. е.

## Архітектура IX та VIII ст. до н.е

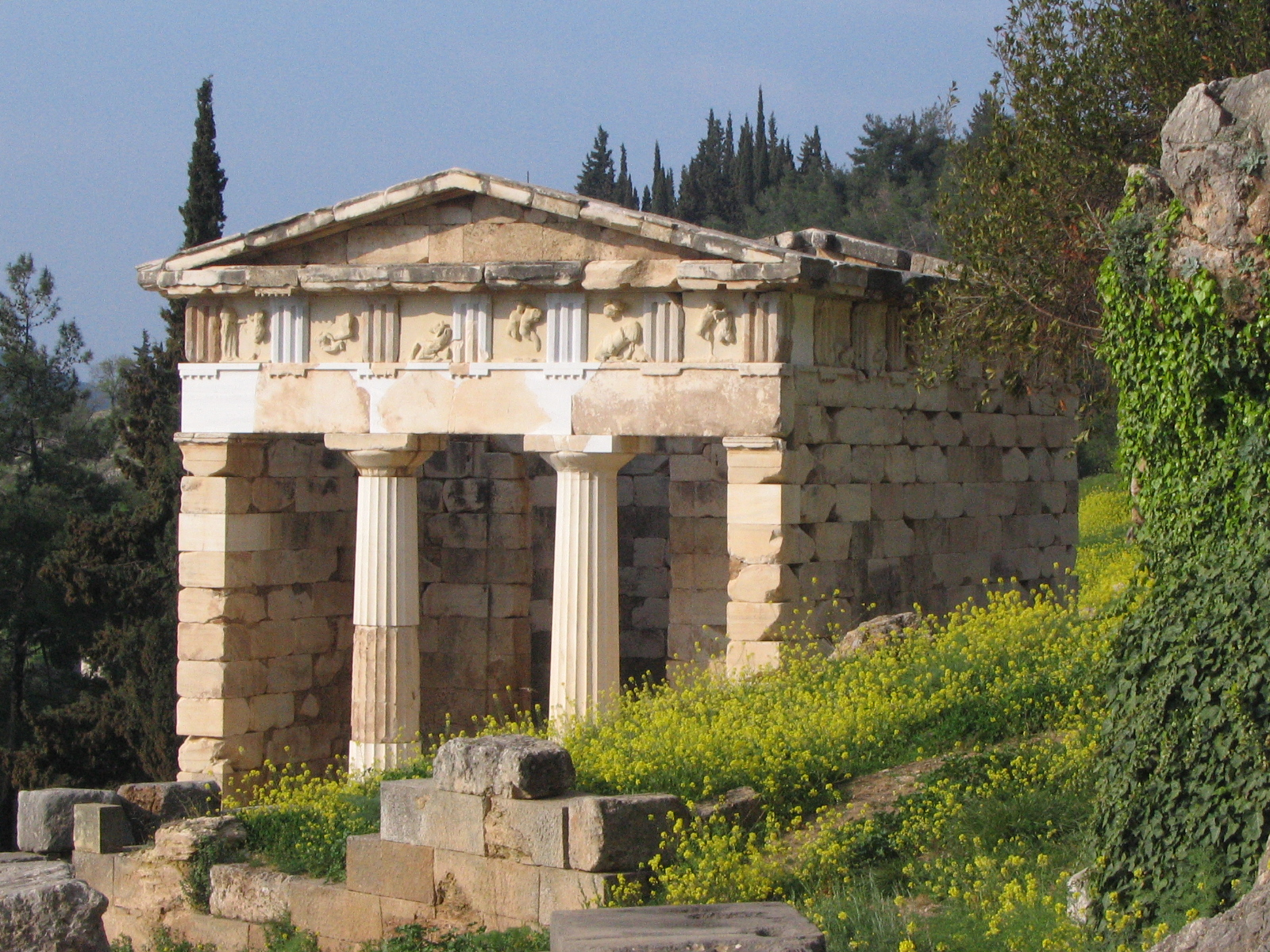

Збережено мало відомостей про початковий період архітектури народів, що населяли територію Греції, грецьких островів та узбережжя Малої Азії.
Від початкового періоду, котрий датують дев'ятим та восьмим століттями до н. е., збережені найранні рештки давньогрецької архітектури. Збережені відомості про якийсь храм у Дреросі на острові Крит. Серед збережених решток — храм Артеміди Ортії у Спарті та храм у Етолії. В цих рештках відчутні впливи мікенської архітектури. Споруди нагадують мегарон, бо головний фасад створював отвір з двома колонами. Як будівельні матеріали використовували деревину, глину, необпалену цеглу. Опанування керамічного виробництва сприяло появі перших керамічних деталей як архітектурного декору.

## Архітектура доби грецької архаїки

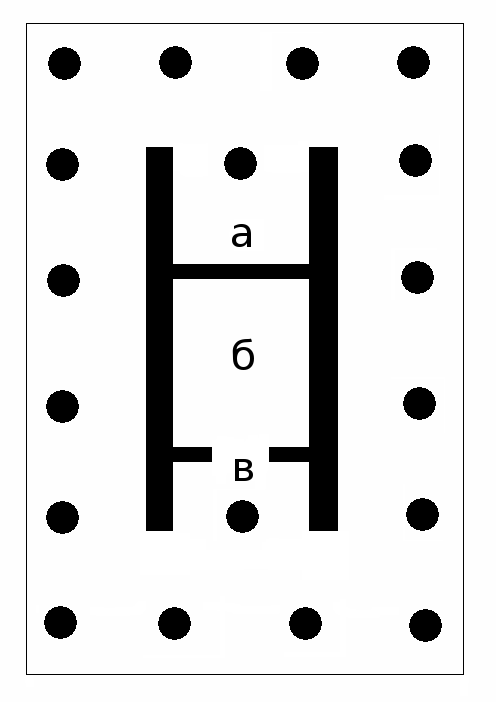
Периптер: а — опістодом, б — наос,
в — пронаос

Новий етап розвитку давньогрецької архітектури припав на добу грецької архаїки, хронологічно це відбулося у VII та VI століттях до н. е. Іноді грецьку архаїку називають перехідним періодом від доби гомерівської Греції до періоду класики. Як би не вважали цей період у 200 років, вивчення його художніх пам'яток доводить, що майстри архаїки підняли мистецтво на новий якісний щабель, при всій розкутості і сміливості творчих пошуків зберегли найкращі здобутки гомерівського періоду й досягли перших щаблів своєрідності і довершеності.
Базові мистецькі галузі доби архаїки — архітектура, чорнофігурний вазопис та скульптура. Архітектура і скульптура мали певні особливості і темпи розвитку, тоді як керамічне виробництво розвивалось стрімко і цілісно, а вазопис досяг першого власного розквітку і перевершив у художніх досягненнях розвиток давньогрецької архаїчної скульптури, найкращі досягнення котрої будуть ще попереду.
В добу архаїки як архітектурний об'єкт виокремився храм. Храм та площа перед храмом стають центром релігійного та суспільного життя поліса-держави. У кам'яному храмі зберігали державну скарбницю, найкращі твори мистецтва. В добу архаїки храм втрачає функцію царського святилища і стає уособленням полісного самоврядування. З храму на площу виносять жертовник, бо храм не став і не був приміщенням для зборів вірян. Місцем проведення релігійних церемоній та урочистих процесій був майдан перед храмом просто неба. Дещо великі і величні храми в добу архаїки таки вибудують. Але давньогрецькі кам'яні храми у порівнянні з циклопічними храмовими спорудами Стародавнього Єгипту завжди менші. Бо їх ідейна програма не приголомшити і розчавити окрему людину, а уславити полісний устрій і героїчне минуле і героїчне сьогодення грецької громади.
Типовим зразком давньогрецького храму став периптер — прямокутний об'єм споруди, з усіх боків оточений колонадами. Прототип периптера — житловий будинок з глиняними мурами, двосхилим дахом і дерев'яними стовпами. В грецькому храмі всі ці елементи приведені до певної системи несучих та несомих частин, а сама архітектура пройшла довгий еволюційний шлях. Так, були спроби створити храм з колоною, що затуляла вхідні двері до храму. Логічно, що цей варіант не отримав поширення.
Греція не була єдиною державою, а була конгломератом держав-полісів, що постійно суперничали і воювали один з одним. Все це обумовило появу декількох мистецьких центрів. Так, відома зараз давньогрецька ордерна система (дорійський (доричний) та іонійський ордери) виникла у різних її частинах як кінечний результат двох місцевих художніх шкіл. Головні риси доричного ордера склалися вже в VII ст. до н.е, іонічний ордер отримав власні характристики лише наприкінці VII ст.

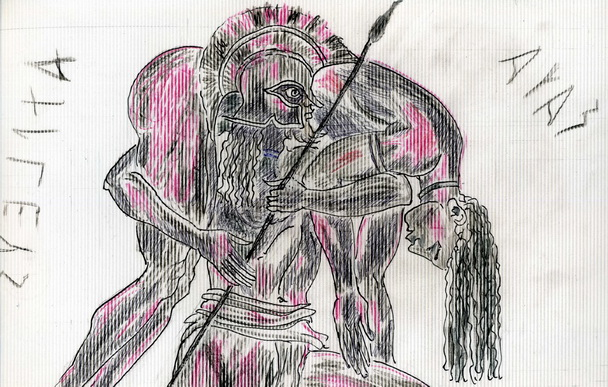
Кратер Клітія. Аякс виносить мертвого Ахілла з поля бою.

Смакам суворих вояків, котрими була тоді переважна більшість греків-чоловіків, мужнім і несентиментальним, імпонувало і суворе та урочисто строге мистецтво. Все це їм і запропонувала дорична архітектура. Вона рекрутувала до власних лав низку талановитих архітекторів і дизайнерів, котрі десятиліттями удосконалювали кожний її елемент і довели до стрункої і вивіреної системи. Саме ця система опинилась на магістральному шляху розвитку давньогрецької архітектури, а її зразки стануть найкращим надбанням як архітектурної практики доби архаїки, так і доби класики.
Іонічний ордер мав дещо меншу популярність, склався пізніше і мав поширення у грецьких колоніях, що межували із азійськими країнами з їх постійним потягом до декоративності і відсутністю громадських ідеалів і прагнень. Декоративність і переважала в ньому у порівнянні з доричним. Декоративні деталі ордера могли переінакшити навіть характер примітивних архаїчних споруд, навернувши їх до привітності і легковажності, але позбавивши героїчного і урочистого характеру. Протиріччя іонічного ордера особливо неприховано виявились у спорудах, де в архітектурі були потрібні мужня велич і значущість. Діптер — храм Артеміди в місті Ефес — був найбільш яскравим прикладом несумісності величного за призначенням храму з декоративністю іонічного ордера, використаного при його побудові. Іонічний ордер мав здатність до заміни колон на жіночі фігури, декоративність котрих виступала вже цілком неприховано. На декілька століть іонічний ордер був витіснений у практику створення допоміжних приміщень. Його не забудуть і він таки матиме поширення в добу еллінізма, коли архітектура греків остаточно втратить героїчний характер, а динамічне полісне життя буде силоміць замінене на різновиди деспотій і зосередженість приватного життя на дрібницях родинного життя у замкненому колі родичів і приятелів.
Камерні розміри і декоративність знайшли таким чином власну лакуну.

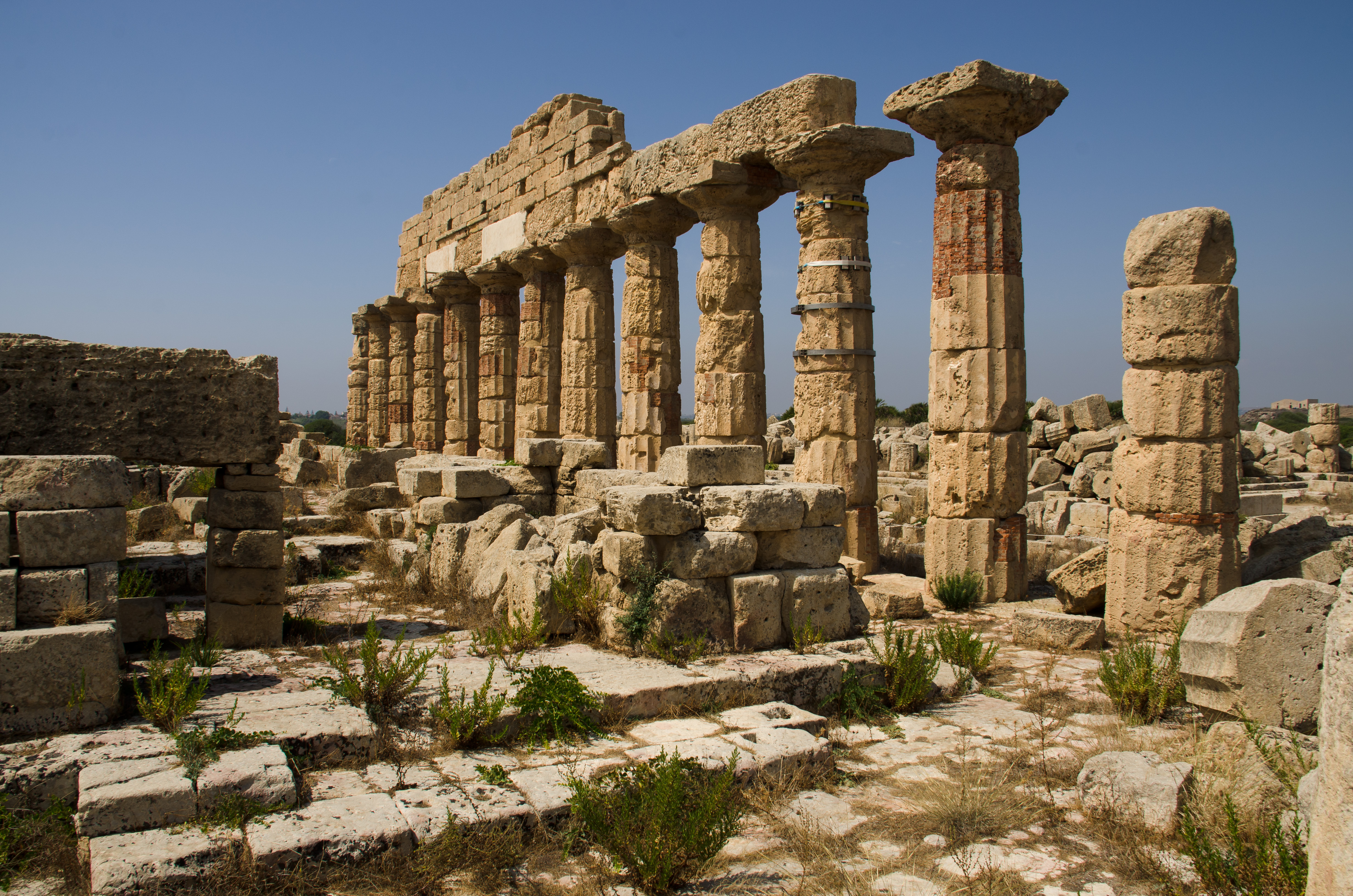
Храм С у Селінунті

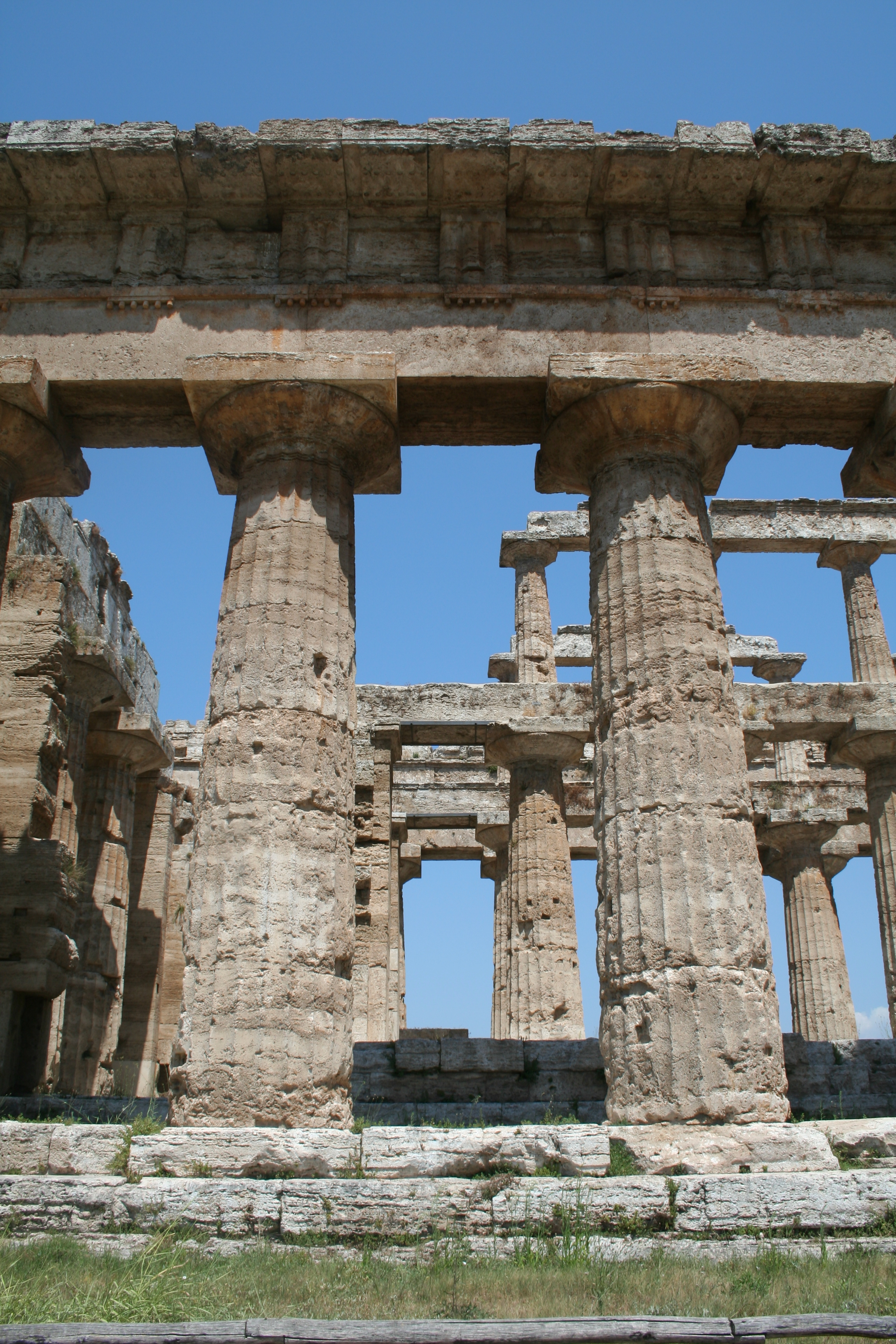
Один з прикладів раннього архаїчного доричного ордеру. Храм Пестум, що у Італії.

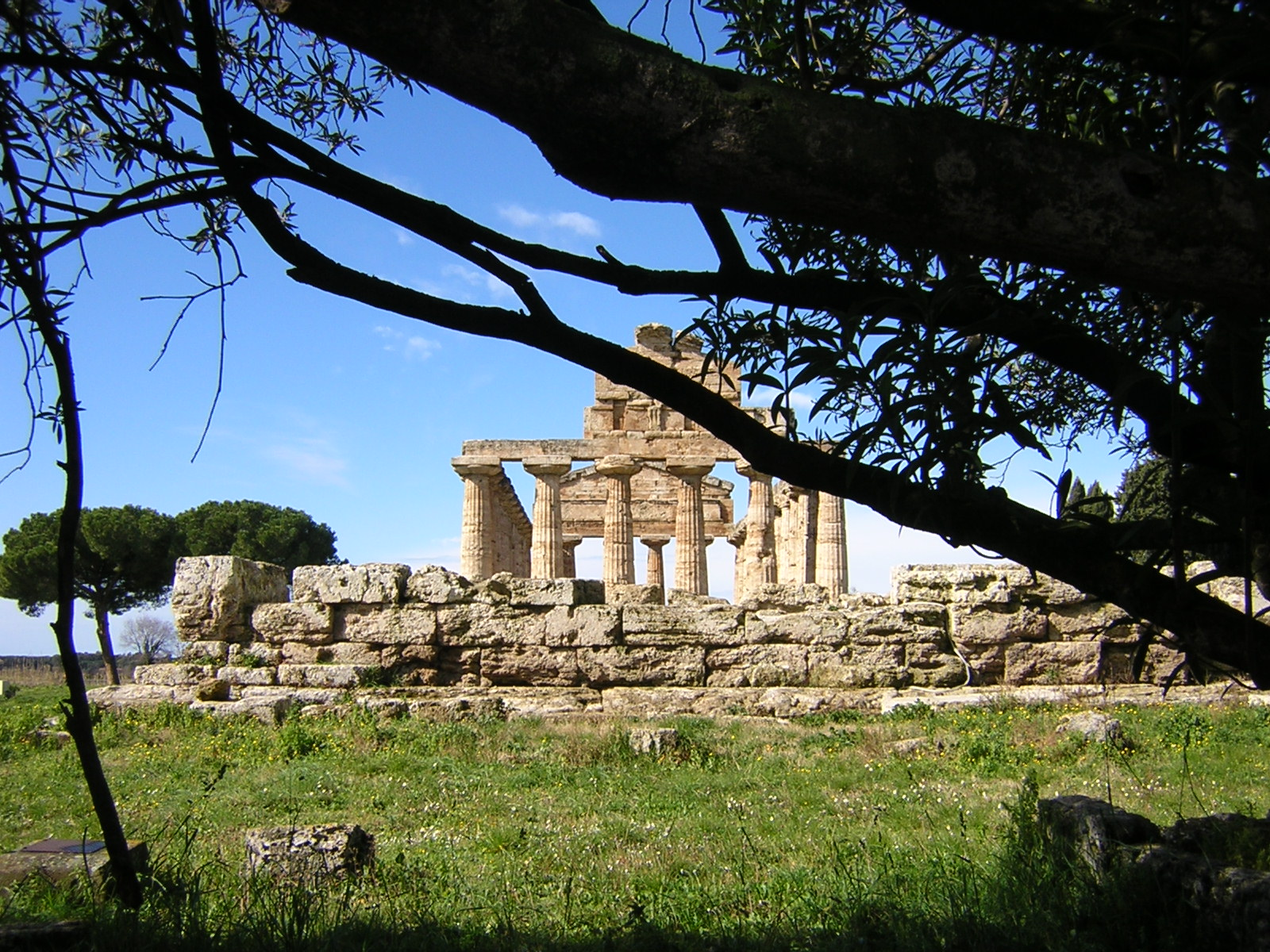
Пестум. Залишки храму Афіни.
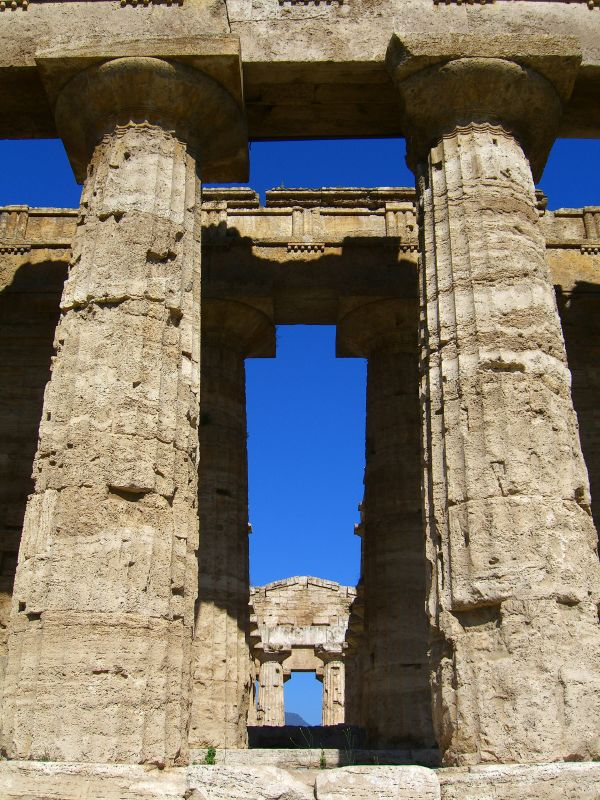
Пестум. Залишки храму Афіни, доричні колони з пісковику.
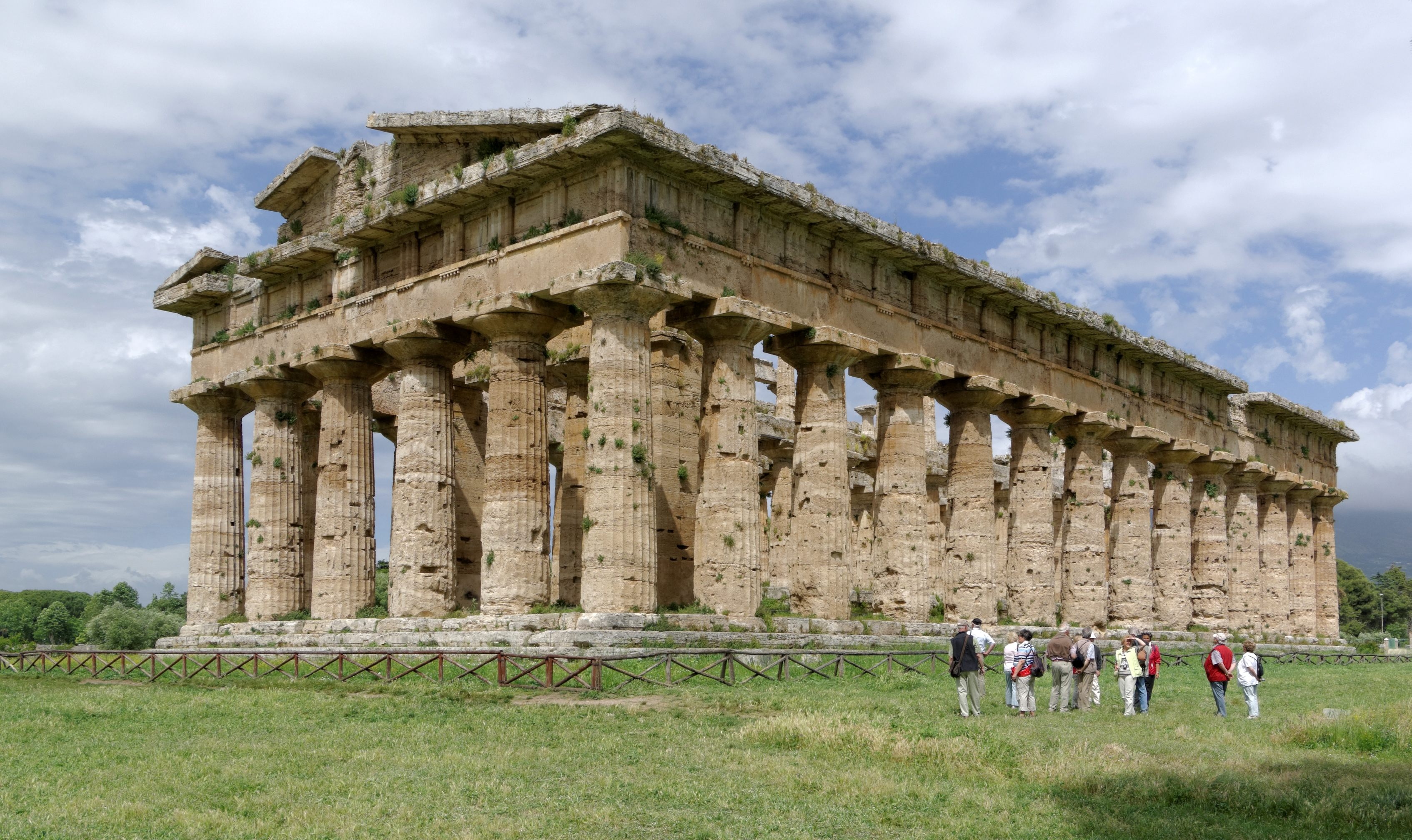
Фасад храму Гери-II у Пестумі
Аналіз побудови. Храм Посейдона, Пестум, Південна Італія

## Архітектура раннього класичного періоду (строгий стиль)

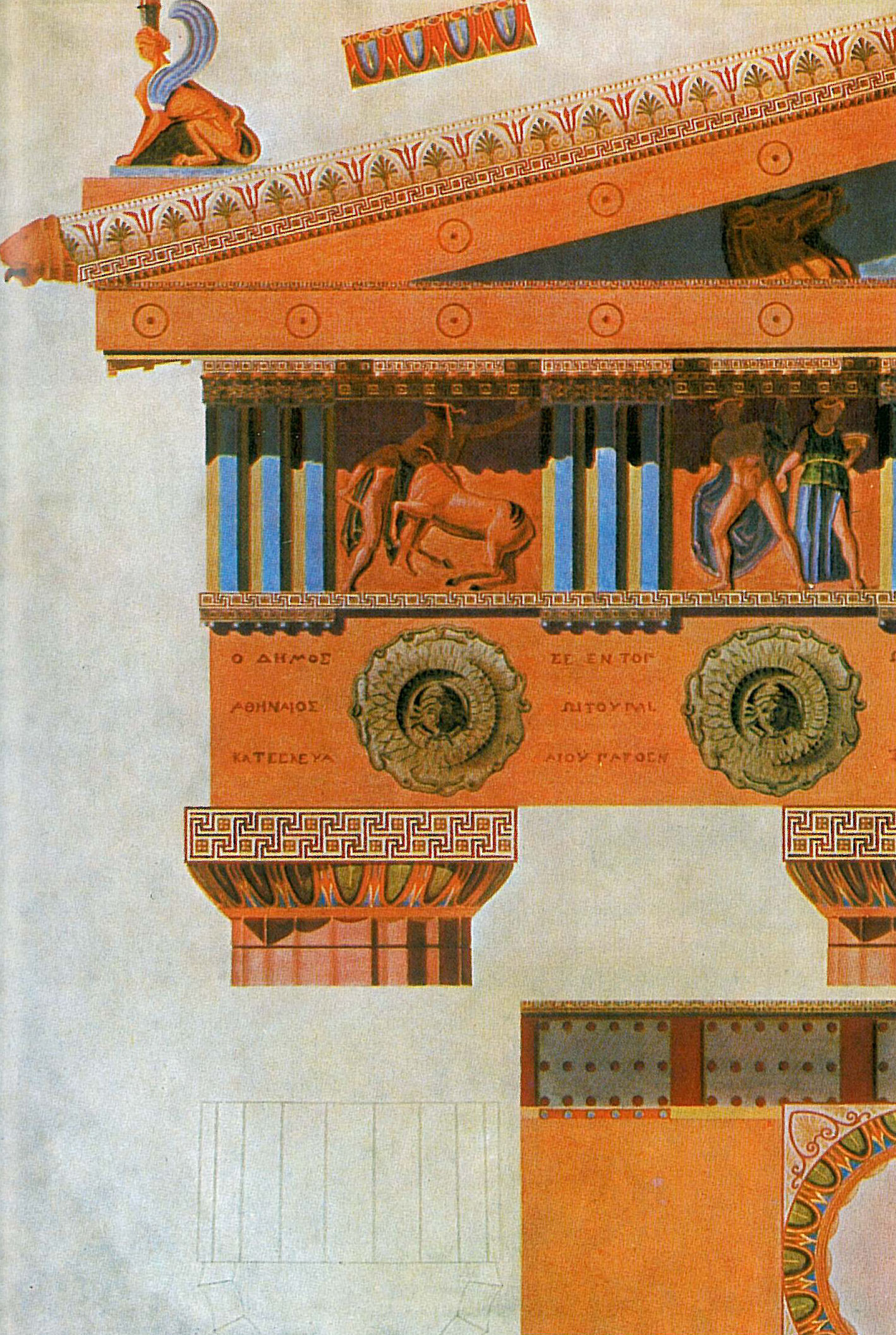
Архітектор Готфрід Земпер. Зразок розфарбування Парфенона за його уявою, малюнок 1836 року.

Довершеність мистецтва давньогрецької класики обумовила її прискіпливе вивчення і розподіл на три умовні частини. Вони тривали близько сорока років і являли собою прискорення темпів розвитку давньогрецького мистецтва.
- Рання класика — 490—450 рр. до н. е.
- Розвинена або Висока класика — друга чверть 5 століття (так звана доба Перікла припала на 450—410 рр. до н. е.)
- злам V–IV століть до н. е. етап пізньої класики[6]

Рання класика припала на період драматичних подій греко-перських воєн, коли її результати ще нікому не були відомі. Зазвичай війни з їх масовою загибеллю людей і носіїв нових ідей надзвичайно скорочують шанси мистецького розвитку. Майстри Аттики щасливо уникли цієї небезпеки і роки відновлення суспільного і художнього життя у повоєнний період привели до якісних змін у архітектурі, вазопису, скульптурі, живопису, політичній думці, в давньогрецькому театрі тощо.
Склались два давньогрецькі політичні і військові центри — Афіни і Спарта. Сільськогосподарська і військово-бюрократична система запанувала у Спарті, що не виховувала розвинену і гармонічну людину, де лише волали війни, жили війною і прагнули війни знову. Тому Спарта не дасть ні відомих художників, ні відомих скульпторів, архітекторів чи театральних діячів.
Афіни, навпаки, стануть відомим культурним і мистецьким центром, котрий матиме загальногрецьке значення. Афіни стають містом, що привертає увагу талантів з усієї грецької ойкумени. Протистояння між демократичними Афінами та військово-бюрократичною і агресивно-консервативною Спартою відтепер запанувало у політичному житті Греції.
Війна — це загибель людей, сироти і вдови, стрес і руйнації. Руйнацій не оминули Афіни і Пирей. В архітектурі суспільно значущих споруд панував доричний ордер. Але він стає менш важким, більш привітним при збереженні величі і героїчного характеру. Новим стало використання попередньо розробленого плану не тільки окремої споруди, а цілого міста взагалі.

## Архітектура розвиненого класичного періоду
.

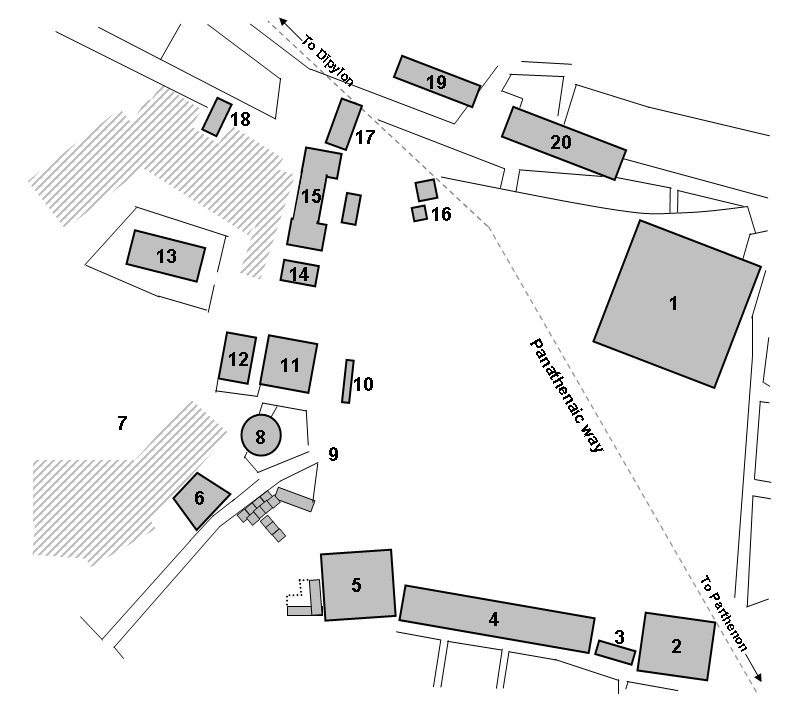
Колишня Афінська агора, план. П-подібна споруда № 15 Галерея Зевса Визволителя

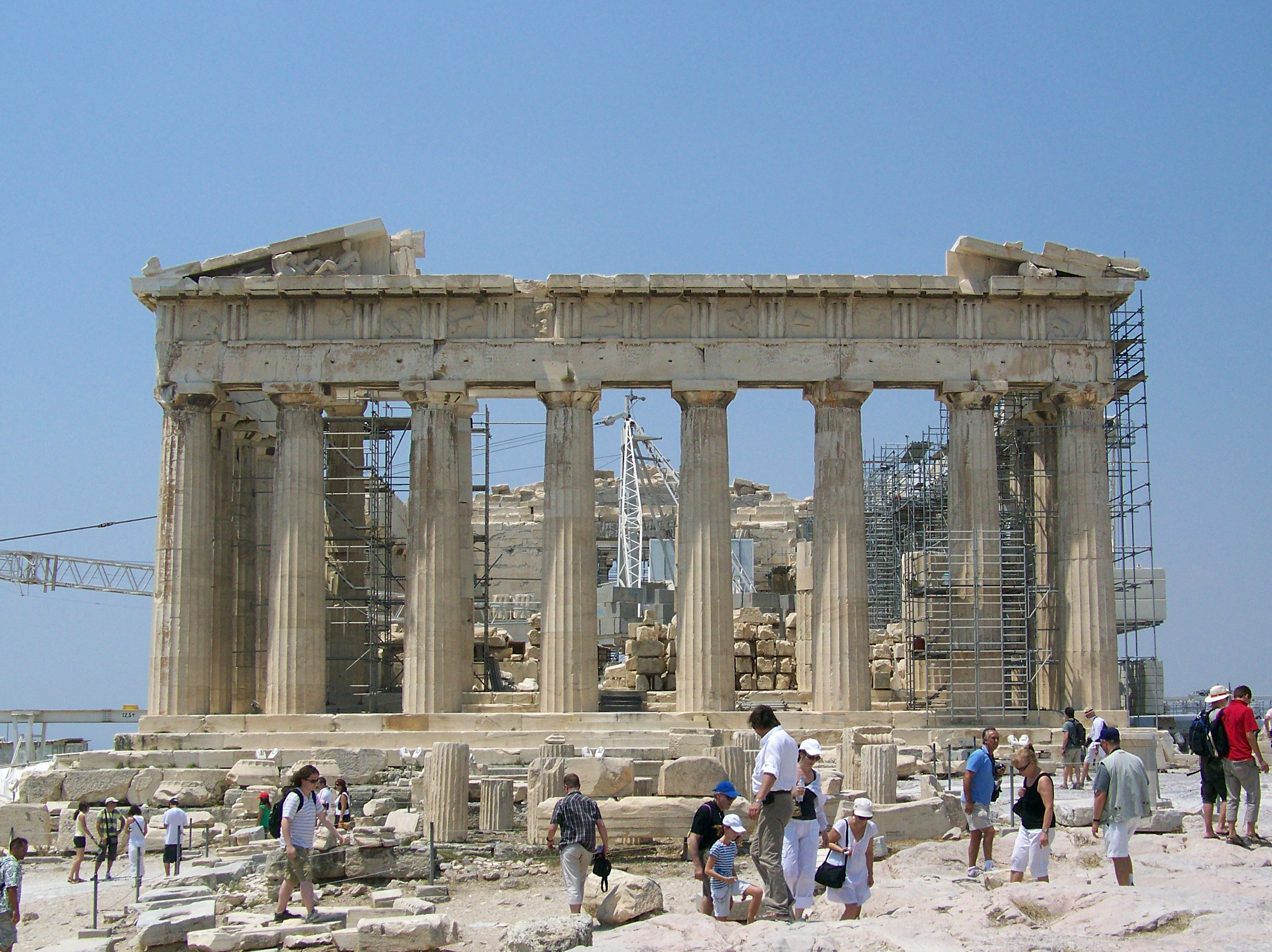
Східний фасад Парфенона, часткова реставрація, фото 2008 р.

У повоєнних Афінах почав працювати архітектор Гіпподам з Мілета. В добу Перікла він отримав урядове завдання створити регулярний план для поруйнованого порту столиці Аттики. Він упорався із завданням і Пирей отримав ясну систему прямокутних вулиць із заздалегідь виділеним центром. План міста почав враховувати рельєф місцевості і навіть панівні напрямки місцевого вітру. Житлові будинки Пирея були невисокі і повернуті до вулиць глухими мурами. Привітність зберігають лише внутрішні дворики. Житлові будинки ще прості і типові за архітектурою, бо головну увагу привертають лише суспільно значущі споруди на Агорі та храми. Акценти стояли на створенні суспільно значущих споруд, а не на приватному житті окремих родин і їх домівках. Винятку не робили навіть для Перікла, що свого часу просив дозволу на шлюб із відомою гетерою практично у міської громади.
Приклад заздалегідь створеного плану був реалізований не тільки для Пирея, цю практику перенесли і на відбудову поруйнованих давньогрецьких міст Іонії, котрі постраждали у роки греко-перських воєн.
Система хаотично забудованих Афін не була зачеплена нововведеннями. Але уряд спромігся на відбудову поруйнованого перськими вояками Акрополя. Ансамбль храмів Акрополя став видатним зразком забудови Афін і мав загальногрецьке значення.
До того ж, Акрополь став місцем збереження скарбниці Афін, де були облаштовані також бібліотека та пінакотека (картинна галерея). Під скелястим боком Акрополя був створений кам'яний театр на місці свят на честь бога плодючих сил і винограду Діоніса.

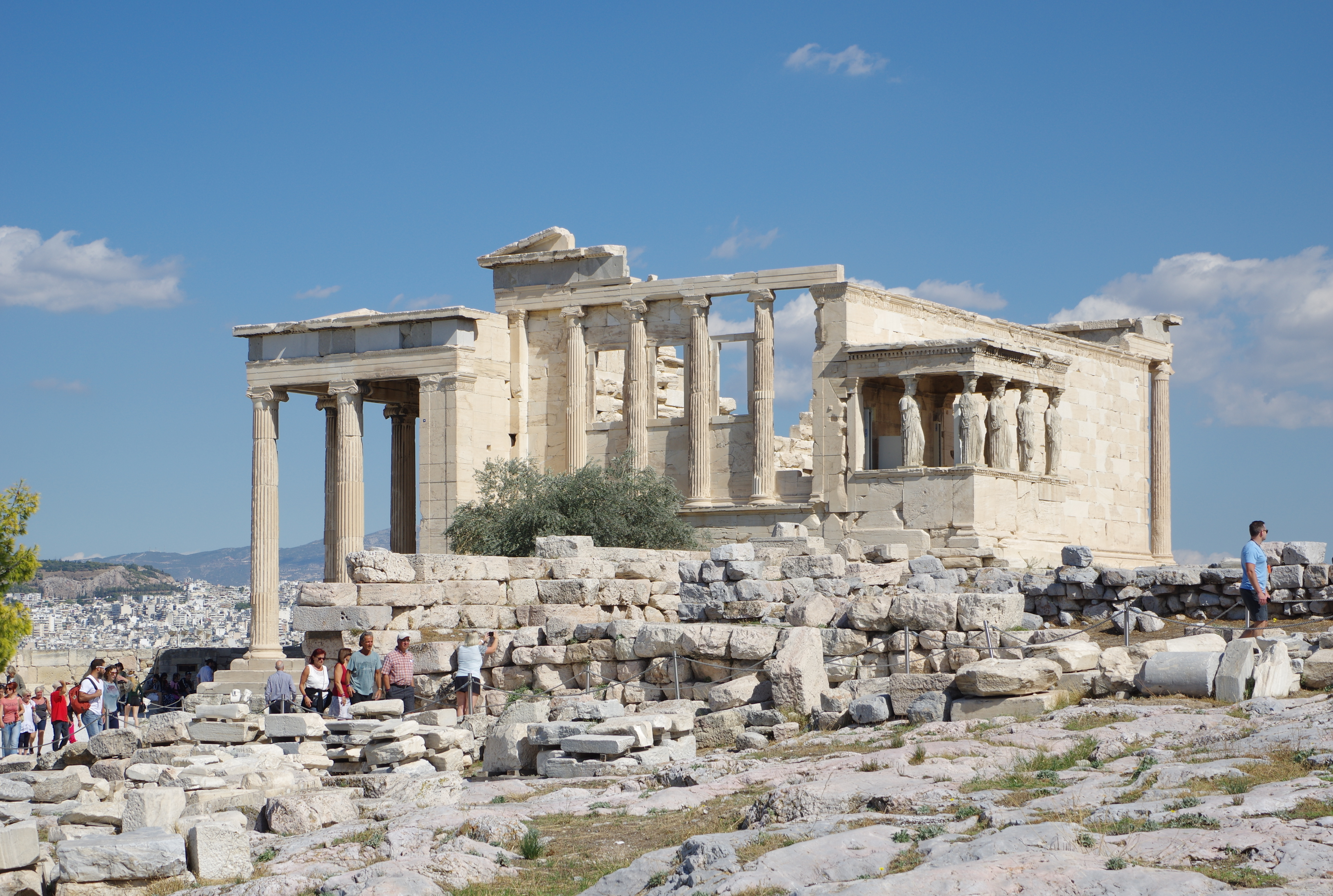
Ерехтейон, фото 2006 р.

Нові творчі можливості в архітектурі відбилися в побудові храму Ерехтейон. Вибудований на невирівняній ділянці, він був конгломератом з храму та трьох портиків, прибудованих до храму на різних рівнях, різної висоти і різних за характером і декором. Ерехтейон замінив ранній храм, поруйнований войовничими персами на північному боці схилу Акрополь. Храм мав власну ідейно-релігійну програму і був присвячений Афіні та Посейдону. Автор проекту невідомий. В споруді вдало обіграно легкість іонічних колон і скульптур (жіночих фігур) з гладкими мурами, взагалі позбавленими декору. Жоден з трьох портиків храму був несхожим на інший, що справляло враження ускладненості і неоднозначності, котрої не мав Парфенон. Той головував у ансамблі, а Ерехтейон доповнював і відтіняв це головування власною декоративністю, легкістю використаних форм. Поряд росло дерево оливи, за легендою подароване грекам самою Афіною, та солоне джерело як нагадування про бога Посейдона. Декоративний портик з кариатидами, що отримав всесвітню славу, не мав практичної функції і був нагадуванням про урочисті процесії, котрі відбувались на Акрополі.
На відміну від Парфенона Ерехтейон не мав наріжного розфарбування. Світлі мури споруди відтіняли лише бузкового кольору фриз і делікатно введене золочення окремих деталей.
В незвичності планового розпланування Ерехтейона і його відході від героїчності і величі дорики були ніби передбачення нового етапа в розвитку давньогрецької архітектури.

## Давньогрецька архітектура у Малій Азії
Образна форма давньогрецької архітектури в Малій Азії мала суто інший шлях розвитку, ніж у Афінах чи материковій Греції. Наближеність до малоазійських народів відбилась у більшій декоративності цієї архітектури та іншим ідейним навантаженням. Ясність і героїка аттичної архітектури тут не мали поширення. Набули поширення пишність і грандіозність, притаманні малоазійським культурним центрам. Ці ознаки мали другий храм Артеміди у місті Ефес та храм Артеміди у Сардах. Обидві храмові споруди були давно поруйновані і відомі лише за описами античних авторів.
Дещо більше свідоцтв збережено про мавзолей у Галікарнасі. Його вибудували близько 353 року до н. е. давньогрецькі архітектори Піфій та Сатир. Дещо новим було те, що замовницею мавзолею була дружина царя-намісника перської провінції Карія і споруда мала уславити не міфічного героя чи бога греків і не видатну особу грека. Архітектори мали пристосувати грецьку архітектуру і її образний лад для нової функції — увічнення пам'яті тирана маленької провінції. Певною мірою прообразом Галікарнаського мавзолею можна назвати зведену на чверть століття раніше гробницю лікійського сатрапа Арбіда в м. Ксанф (пам'ятка відома сьогодні як «Монумент нереїд»). Обидві пам'ятки, багато в чому зберігаючи грецькі традиції і будівельні прийоми, несуть явний вплив східної архітектури.
Ймовірно, модель майбутнього мавзолею роздивлялась шляхетні замовники і зупинилась лише на пишному і надто монументальному варіанті, звичному для азійських культур. Висота кубічної споруди сягала не менш як 40-50 метрів. Нижній ярус мавзолею створювали підмурки та цокольний поверх з добре витесаних кам'яних брил без вікон. Другий ярус мав відкриту колонаду іонічного ордера. Пишності споруди сприяли численні скульптури і пишний фриз і карниз під дахом, що обігав споруду по периметру. Ступінчастий чотирисхилий дах мав постамент для квадриги, що вінчала споруду. Незвична архітектурна споруда викликала здивування, приголомшеність і була оголошена одним із семи див тодішнього світу.
Споруда достояла до XV ст. і була значно пошкоджена землетрусом, що унеможливило її точну реконструкцію. У 1489 році християнські лицарі-йоаніти стали використовувати його уламки для замку, який вони зводили неподалік. Вони склали частину фортечних стін з блоків зеленого каменя, характерних для основної частини Мавзолею. Це звична практика будівництва замків і фортець у добу середньовіччя як для християн, так і мусульман, котрим були байдужі будь-які старовинні споруди, коли виникала потреба у будівельних матеріалах. Їх просто брали з поруйнованих старовинних пам'яток.

## Початковий період еллінізму

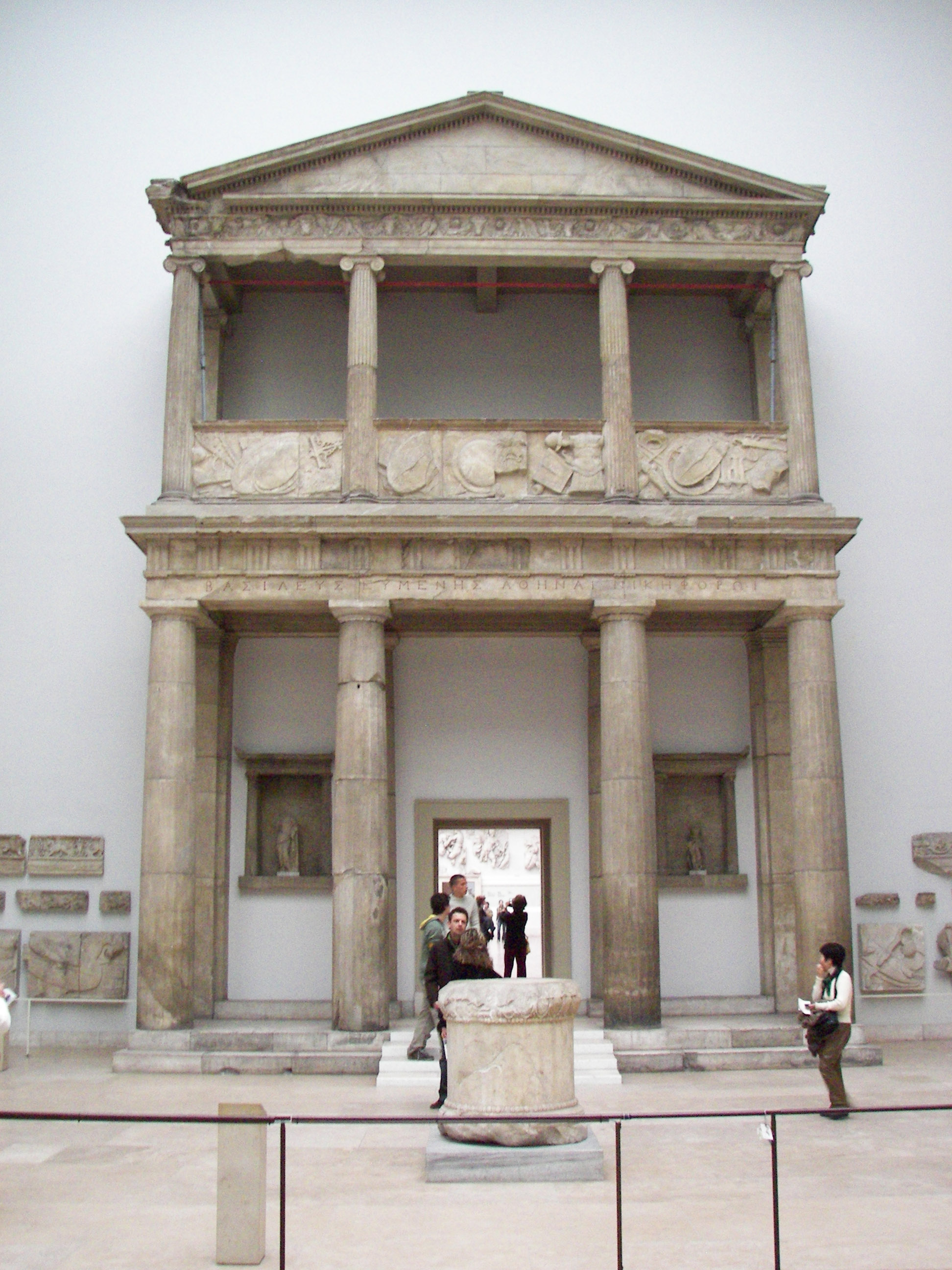
Пергамон музей, Берлін.

Науковці позначають кінець IV ст. до н. е. початком доби Еллінізму. Грецька культура виплеснулась з материкової Греції давно, але з кінця IV ст. до н. е. почався її якісно новий період. Вона почала обслуговувати нові державні утворення, котрі виникли на руїнах недовгої держави підкорених земель і народів Олександром Македонським. Нові управителі державних утворень і нова еліта — колишні геренали і військові армій Олександра Македонського.
Два найбільш яскраві приклади цього періоду — Пергамська держава і грецька держава в дельті річки Ніл на узбережжі Середземного моря зі столицею у місті Александрія (Елліністичний Єгипет).